# James Fillis
James Fillis (1834-1913) est un cavalier de dressage français né à Londres.

## Biographie
Élève de François Caron et de l'écuyer de cirque Victor Franconi (1811-1897), il est écuyer en chef de l'école de cavalerie de Saint-Pétersbourg.
Continuateur de l'école de François Baucher, il commente et approfondit notamment l'usage des flexions dans le dressage équestre. 
On attribue à Georges Clemenceau, dont il fut l'enseignant et l'ami, la rédaction de ses Principes de dressage et d'équitation. 
On lui attribue également la paternité du galop sur trois jambes et du galop en arrière. En 1889, il devient écuyer en chef de l'École centrale de cavalerie de Saint-Pétersbourg.
Alexander Nevzorov en fait un héros de son livre et film The Horse: Crucified and Risen.
Il prend sa retraite en 1909, et en 1910 rentre en France, où il vit à Saint-Germain-en-Laye. Il meurt à Paris le 3 mai 1913,.

## Œuvres
- Principes de dressage et d'équitation (1890) (BNF 30436279)
- Journal de dressage (1903)  (ISBN 2 85893 186 0)
- Règlement pour le dressage du cheval d’armes (pour la cavalerie russe)

## Citations
- « Le principe fondamental, c'est qu'il faut rechercher l'équilibre. »
- « Depuis quelque temps, il est question de dames qui montent à califourchon. Outre que l’amazone perd ainsi toute grâce féminine, il n’y a rien de moins pratique. Que manque-t-il en général aux cavaliers ? L’assiette, c’est-à-dire la solidité. L’assiette manquera bien plus encore aux femmes qui ont la cuisse ronde et beaucoup moins énergique que l’homme. Il est bien inutile de discuter longtemps là-dessus. Les chevaux qui ne sont pas courtisans, feront faire de telles chutes à celles qui voudront pratiquer ce nouveau genre d’équitation qu’elles ne tarderont pas à y renoncer. »

## Sources
- Étienne Saurel, Pratique de l'équitation d'après les maîtres français
- Podhajsky, Alois, The Complete Training of Horse and Rider., éd. Doubleday and Company, 1967.